# France Rumilly
France Rumilly roz. Marie-Françoise Rumilly (* 1. května 1939 Boulogne-Billancourt) je francouzská herečka.

## Život
Po ukončení studií na L'Institut Saint-Vincent de Paul navštěvovala hereckou školu. Při castingu ji objevil režisér Jack Pinoteau od kterého dostala svou první filmovou roli ve filmu fr. Les Veinards.
Mezi českými diváky je známá zejména ztvárněním role sestry Klotildy bláznivě řídící Citroën 2CV ve filmu Četník ze Saint Tropez a jeho pokračováních. Při natáčení těchto filmů však vystupovala i v divadelních rolích.
V roce 1986 se zcela stáhla z filmového světa. Ani při 20. výročí úmrtí Louis de Funese, na rozdíl od mnoha jiných filmových herců, se v televizi neobjevovala. V dokumentu Un jour, un destin – Louis de Funès, derrière le masque (na stanici France 2, 11. prosinec 2012) ohlásila spolupráci s francouzskou komediální herečkou Claude Gensac, která hrála v mnoha filmech manželku Louis de Funese.

## Filmografie
- 1963: Les Veinards – režie: Jack Pinoteau
- 1964: Četník ze Saint-Tropez (Le Gendarme de Saint-Tropez) – režie: Jean Girault
- 1965: (Moi et les hommes de 40 ans) – režie: Jack Pinoteau
- 1965: Četník v New Yorku (Le Gendarme à New York) – režie: Jean Girault
- 1966: Grand restaurant pana Septima (Le Grand restaurant) – režie: Jacques Besnard
- 1966: (Ne nous fâchons pas) – režie: Georges Lautner
- 1966: C.I.A.-Agent Jeff Gordon (Le Solitaire passe à l'attaque) – režie: Ralph Habib
- 1967: Vzácný obraz (La Bonne peinture) – režie: Philippe Agostini
- 1967: (Play Time) – režie: Jacques Tati
- 1968: Četník se žení (Le Gendarme se marie) – režie: Jean Girault
- 1970: Četník ve výslužbě (Le Gendarme en balade) – režie: Jean Girault
- 1973: (Elle court, elle court la banlieue) – režie: Gérard Pirès
- 1973: (Je sais rien, mais je dirai tout) – režie: Pierre Richard
- 1979: Četník a mimozemšťané (Le Gendarme et les extra-terrestres) – režie: Jean Girault
- 1979: (Les Héroïnes du mal) – režie: Walerian Borowczyk
- 1981: (Fais gaffe à la gaffe!) – režie: Paul Boujenah
- 1982: Četník a četnice (Le Gendarme et les gendarmettes) – režie: Jean Girault
- 1985: (Le Facteur de Saint-Tropez) – režie: Richard Balducci
- 1986: (Suivez mon regard) – režie: Jean Curtelin
- 1986: (Twist again à Moscou) – režie: Jean-Marie Poiré